# 水のない水槽
「水のない水槽」（みずのないすいそう）は、山崎まさよし通算7枚目のシングル。1998年5月13日発売。発売元はポリドール・レコード。

## 解説
- ライブで披露されることが多く、2007年までに発売されている全3タイトルのライブ・アルバムすべてにライブ・テイクが収録されている。
- TBS系深夜番組『CDTV』のオープニングテーマに使用された。

## 収録曲
1. 水のない水槽　（4:15）
TBS系「CDTV」オープニングテーマ
2. ドレッシング　（3:22）
3. 水のない水槽（original karaoke）

- 作詞・作曲: 山崎将義
- 編曲: 山崎将義&中村キタロー #1 、山崎将義 #2
- ストリングスアレンジ: 服部隆之 #1

## 収録作品
- 水のない水槽 （Single Version）
  - BLUE PERIOD
- 水のない水槽 （Album Mix）
  - ドミノ　（3rd アルバム）
- 水のない水槽 （Live Version #1）
  - ONE KNIGHT STANDS
- 水のない水槽 （Live Version #2）
  - Transit Time
- 水のない水槽 （Live Version #3）
  - WITH STRINGS
- ドレッシング
  - OUT OF THE BLUE

## 関連人物
- 服部隆之